# 约翰尼·洛根
约翰·阿诺德·“约翰尼”·洛根（英語：John Arnold "Johnny" Logan，1921年1月1日—1977年9月16日），美国NBA联盟前职业篮球运动员。